# Castrillo de Cabrera (kommunhuvudort)
Castrillo de Cabrera är en kommunhuvudort i Spanien.   Den ligger i provinsen Provincia de León och regionen Kastilien och Leon, i den nordvästra delen av landet, 300 km nordväst om huvudstaden Madrid. Castrillo de Cabrera ligger 1 055 meter över havet och antalet invånare är 156.
Terrängen runt Castrillo de Cabrera är kuperad åt sydost, men åt nordväst är den bergig. Runt Castrillo de Cabrera är det mycket glesbefolkat, med 2 invånare per kvadratkilometer. Närmaste större samhälle är Encinedo, 8,7 km sydväst om Castrillo de Cabrera. 